# 東山彰良
東山 彰良（ひがしやま あきら、本名：王 震緒、1968年9月11日 -）は、台湾出身の日本の小説家。福岡県小郡市在住。日本推理作家協会会員。
父親の王孝廉も、神話研究、散文、小説、詩などの分野で活躍し、台湾で知名な作家・文学者。

## 経歴・人物
1968年、外省人の両親のもと台湾で生まれ、5歳まで台北市で過ごした後、広島の大学院で修学していた両親に引き取られ広島市中区住吉町に移住。9歳のとき台北の南門小学校に入学したが、日本に戻り福岡で育つ。日本に帰化せず、中華民国の国籍を保持している。祖父は中国山東省出身の抗日戦士。父親の王孝廉は1949年に台湾に移り教師となり、1973年に日本に移り住み、西南学院大学で教鞭をとるようになる。
筆名の「東山」は祖父の出身地である中国山東省から、「彰良」は父親が暮らした地であり、母親の出身地でもある台湾の彰化に由来する。西南学院中学校・高等学校、西南学院大学経済学部経済学科卒業。エアーニッポンに入社するが東京暮らしが肌に合わず退社。1995年に西南学院大学大学院経済学研究科修士課程を修了し、吉林大学経済管理学院博士課程に進むが中退。
2002年、「タード・オン・ザ・ラン」で第1回『このミステリーがすごい!』大賞の銀賞および読者賞を受賞。同作は『逃亡作法 - TURD ON THE RUN』と改題して出版され、20万部突破のベストセラーとなった。2015年時点では非常勤講師として西南学院大学など複数の大学で中国語を教えている。また、福岡県警や福岡入国管理局にて中国語の通訳を務めていた経験もある。
酒好きで特にテキーラを好み、テキーラ・マエストロの資格をもつ。

## 文学賞等受賞・候補歴
太字が受賞したもの
- 2002年 - 「タード・オン・ザ・ラン」で第1回『このミステリーがすごい!』大賞銀賞及び読者賞受賞[13]。
- 2009年 - 『路傍』で第11回大藪春彦賞受賞。
- 2014年 - 『ブラックライダー』で第67回日本推理作家協会賞（長編および連作短編集部門）候補。
- 2015年 - 『流』で第153回直木三十五賞受賞[14]。
- 2016年 - 『罪の終わり』で第11回中央公論文芸賞受賞。
- 2017年 - 『僕が殺した人と僕を殺した人』で第34回織田作之助賞受賞[15]。
- 2018年 - 『僕が殺した人と僕を殺した人』で第69回読売文学賞受賞[16]、第3回渡辺淳一文学賞受賞[17]。
- 2019年 - 第26回福岡県文化賞受賞[18]。

## 著書

### 小説
- 逃亡作法 TURD ON THE RUN（2003年4月 宝島社 / 2004年3月 宝島社文庫 / 2009年9月 宝島社文庫【新装版 上・下】 / 2019年11月 光文社文庫）
- ワイルド・サイドを歩け（2004年3月 宝島社 / 2006年6月 宝島社文庫 / 2009年11月 宝島社文庫【新装版 上・下】 / 2017年9月 光文社文庫）
- ラム&コーク（2004年10月 宝島社 / 2007年8月 宝島社文庫 / 2017年11月 光文社文庫）
- さようなら、ギャングランド（2005年8月 宝島社 / 2008年10月 宝島社文庫 / 2018年1月 光文社文庫）
- 愛が噛みつく悪い星（2006年5月 カッパ・ノベルス）
  - 【改題】さすらい（2009年5月 光文社文庫）
- イッツ・オンリー・ロックンロール（2007年7月 光文社 / 2010年2月 光文社文庫）
- 路傍（2008年2月 集英社 / 2010年5月 集英社文庫）
- ジョニー・ザ・ラビット（2008年12月 双葉社 / 2011年6月 双葉文庫）
- ライフ・ゴーズ・オン（2009年12月 双葉社 / 2013年3月 双葉文庫）
- さよなら的レボリューション 再見阿良（2010年7月 徳間書店 / 2016年3月 徳間文庫）
  - 【改題】恋々（2020年9月 徳間文庫）
- ファミリー・レストラン（2011年8月 実業之日本社 / 2014年12月 実業之日本社文庫）
- ミスター・グッド・ドクターをさがして（2012年1月 幻冬舎 / 2014年10月 幻冬舎文庫）
- ブラックライダー（2013年9月 新潮社 / 2015年11月 新潮文庫【上・下】）
- ラブコメの法則（2014年8月 集英社 / 2016年1月 集英社文庫）
- キッド・ザ・ラビット ナイト・オブ・ザ・ホッピング・デッド（2014年10月 双葉社 / 2017年2月 双葉文庫）
- 流（2015年5月 講談社 / 2017年7月 講談社文庫）
- 罪の終わり（2016年5月 新潮社 / 2018年12月 新潮文庫）
- 僕が殺した人と僕を殺した人（2017年5月 文藝春秋 / 2020年5月 文春文庫）
- 女の子のことばかり考えていたら、1年が経っていた。（2017年11月 講談社 / 2020年11月 講談社文庫）
- 夜汐（2018年11月 KADOKAWA / 2021年10月 角川文庫）
- DEVIL'S DOOR（2019年6月 JUMP j BOOKS / 2021年6月 集英社文庫）
- 小さな場所（2019年11月 文藝春秋 / 2023年1月 文春文庫）
- どの口が愛を語るんだ（2021年3月 講談社）
- 怪物（2022年1月 新潮社）
- わたしはわたしで（2023年12月 書肆侃侃房）
- 邪行のビビウ（2024年7月 中央公論新社）

### エッセイ
- ありきたりの痛み（2016年1月 文藝春秋 / 2019年3月 文春文庫）
- 越境（ユエジン）（2019年7月 ホーム社 / 2023年10月 集英社文庫）
- Turn! Turn! Turn!（2022年10月 書肆侃侃房）

### ノベライズ
- 魔人探偵脳噛ネウロ 世界の果てには蝶が舞う（2007年7月 JUMP j BOOKS、原作：松井優征）
- NARUTO -ナルト-
  - NARUTO -ナルト- ド根性忍伝（2010年8月 JUMP j BOOKS、原作：岸本斉史）
  - NARUTO -ナルト- 鬼燈の城 ブラッド・プリズン（2011年7月 JUMP j BOOKS、原作：岸本斉史）
  - NARUTO -ナルト- 迅雷伝 狼の狼の哭く日（2012年11月 JUMP j BOOKS、原作：岸本斉史）
  - NARUTO -ナルト- カカシ秘伝 氷天の雷（2015年2月 JUMP j BOOKS、原作：岸本斉史）
  - NARUTO -ナルト- ド純情忍伝（2015年8月 JUMP j BOOKS、原作：岸本斉史）
- テラフォーマーズ LOST MISSION 1 月の記憶（2014年8月 JUMP j BOOKS、原作：貴家悠・橘賢一）

### アンソロジー
「」内が東山彰良の作品
- 短篇ベストコレクション 現代の小説2010（2010年6月 徳間文庫）「マイ・ジェネレーション」
- 君と過ごす季節 秋から冬へ、12の暦物語（2012年11月 ポプラ文庫）「小雪」
- 激動東京五輪1964（2015年9月 講談社）「陽のあたる場所」
- 短篇ベストコレクション 現代の小説2017（2017年6月 徳間文庫）「温厚と激情」
- ベスト・エッセイ2017（2017年6月 光村図書出版）※エッセイアンソロジー「選挙に行こう」
- 宮辻薬東宮（2017年6月 講談社 / 2019年11月 講談社文庫）「スマホが・ほ・し・い」
- おしゃべりな銀座（2017年6月 扶桑社 / 2024年4月 文春文庫）※エッセイアンソロジー「銀座は習うより慣れよ」
- 猫が見ていた（2017年7月 文春文庫）「黒い白猫」
- 十歳までに読んだ本（2017年7月 ポプラ社）※エッセイアンソロジー「西遊記」
- 走る？（2017年8月 文春文庫）「或る帰省」
- 推理作家謎友録 日本推理作家協会70周年記念エッセイ（2017年8月 角川文庫）※エッセイアンソロジー「ホンキー・トンクな我が十年」
- 喧騒の夜想曲（2019年12月 光文社）「追われる男」
  - 【分冊・改題】喧騒の夜想曲 白眉編 Vol.2（2022年6月 光文社文庫）
- 夜更けのおつまみ（2020年3月 ポプラ文庫）※エッセイアンソロジー「俺の生ハム」
- ベスト・エッセイ2020（2020年8月 光村図書出版）※エッセイアンソロジー「九十九の憂鬱」
- 25の短編小説（2020年9月 朝日文庫）「イッツ・プリティ・ニューヨーク」
- Day to Day（2021年3月 講談社 / 2021年3月 講談社【愛蔵版】）「7/6 父のように」
- 真藤順丈リクエスト！ 絶滅のアンソロジー（2021年8月 光文社 / 2022年9月 光文社文庫）「絶滅の誕生」
- 短編ホテル（2021年9月 集英社文庫）「ドン・ロドリゴと首なしお化け」
- 時代小説 ザ・ベスト2022（2022年6月 集英社文庫）「絶滅の誕生」

### コラム
- 熱風映劇（シネマ・サンタナ）：西日本新聞毎週日曜日連載

## 訳書
- 田雁＋向軒著『喪家の狗 実録!在日中国人残虐犯罪』宝島社、2004年9月
  - ISBN 978-4796642743
- ドナルド・ゴインズ著『ブラック・デトロイト』ヴィレッジブックス、2006年12月
  - ISBN 978-4789730266
  - ISBN 978-4863328624

## 脚本
- 劇場版 NARUTO -ナルト- ブラッド・プリズン（2011年7月公開）

## レギュラー出演
- 東山彰良 イッツ・オンリー・ロックンロール （RKBラジオ、2016年10月3日 - ）

## 舞台
- なにげに文士劇2024 旗揚げ公演『放課後』（2024年11月16日、サンケイホールブリーゼ） - 前島 役[19]